# Torefiere

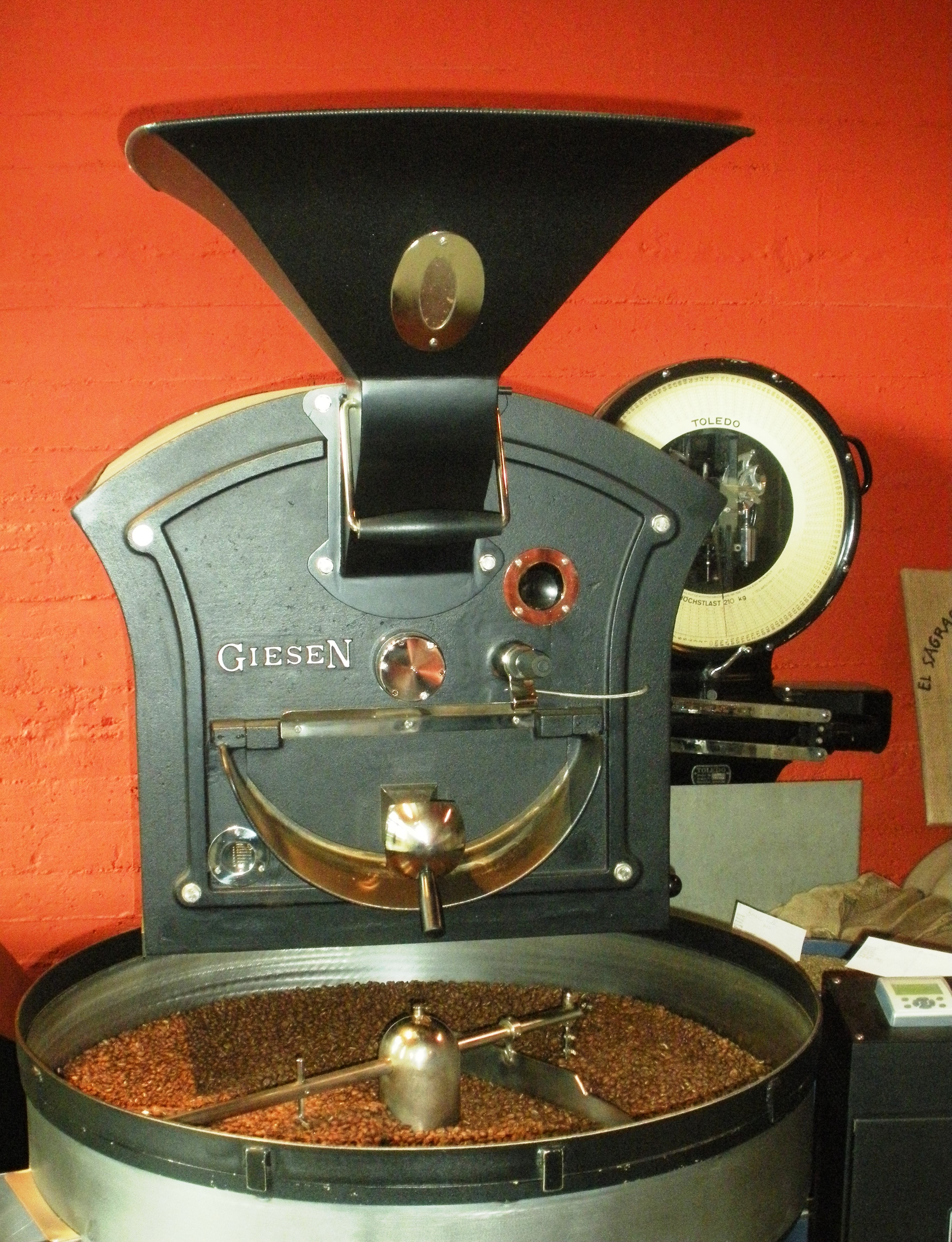
Coffee roasting machine

Procesul de torefiere presupune încălzirea plantei la foc direct, scopul acestei operațiuni fiind fie distrugerea unor elemente dăunătoare conținute de plantă, fie pentru aromatizare. Acest procedeu se folosește și pentru cafea sau tutun.